# Невдах, Михаил Александрович
Михаил Александрович Невдах (родился 17 июля 1951 года) — генерал-майор ВС РФ, начальник Уссурийского высшего военного автомобильного командного училища в 1997—1999 годах и Рязанского военного автомобильного института в 1999—2005 годах, депутат Рязанской областной думы; в 2010—2016 годах — начальник отделения ДОСААФ России по Рязанской области; кандидат технических наук (1999), профессор (2001).

## Биография
Окончил в 1968 году среднюю школу с офицерским классом. В том же году поступил в Рязанское высшее военное автомобильное училище, которое окончил в 1972 году с отличием по специальности «командная автомобильная, эксплуатация и ремонт автотракторной техники» (квалификация: «инженер по эксплуатации и ремонту автотракторной техники»). По собственным словам, при поступлении в Рязанское ВВАУ на вступительных экзаменах завалил экзамен по кроссу, однако получил право пересдать. В 1980—1983 годах слушатель Военной академии тыла и транспорта (Ленинград), окончил с олтичием автомобильный факультет по специальности «командно-штабная, оперативно-тактическая» (квалификация: «офицер с высшим военным образованием»).
Службу проходил в ГСВГ, а также в Киевском и Дальневосточном военном округах. С июля 1972 по август 1976 года был начальником автотракторной службы отдельного инженерно-сапёрного батальона в ГСВГ и Киевском военном округе. С августа 1976 по август 1980 годов — заместитель командира отдельного инженерно-сапёрного батальона по технической части Киевского военного округа. С июня 1983 по июнь 1986 года — старший офицер-ревизор, заместитель начальника отдела и начальник отдела автомобильной службы Дальневосточного военного округа. С октября 1990 по март 1997 годов — заместитель начальника Рязанского военного автомобильного училища, с марта 1997 по сентябрь 1999 года — начальник Уссурийского высшего военного автомобильного командного училища, с сентября 1999 по апрель 2005 годов — начальник Рязанского военного автомобильного института.
После ухода из Рязанского военного автомобильного института и его последующего расформирования избирался депутатом Рязанской областной думы, был членом Общественной палаты Рязанской области. В 2014 году занимал пост начальника управления связи и АУВ ГКВВ МВД России. В 2010—2016 годах — начальник Рязанского регионального отделения ДОСААФ (по собственным словам, фактически проработал более семи лет; пост покинул 16 февраля 2016 года). В 2017 году был руководителем регионального отделения Юнармии.
Женат, есть сын и дочь.

## Награды
Государственные
- Орден «За военные заслуги»[2][4]
- Медаль «Боевое содружество» (Сирия)[4]
- Медаль «За боевые заслуги»[2][4]
- Заслуженный военный специалист Российской Федерации[4]
- 11 медалей СССР, РФ и иностранных государств[4], в том числе:
  - Медаль «За воинскую доблесть» I степени[2]
  - Медаль «В память 850-летия Москвы»[4]
  - Медаль «60 лет Вооружённых Сил СССР»[4]
  - Медаль «70 лет Вооружённых Сил СССР»[4]
  - Медаль «200 лет Министерству обороны»[4]
  - Медаль «За безупречную службу» I, II и III степеней[4]

Конфессиональные
- Орден святого благоверного князя Даниила Московского III степени (РПЦ)[4]

Общественные
- Знак великого князя Олега Рязанского (Рязанская область, 2 июля 2016) — за заслуги, способствующие величию и славе Рязанской области, многолетний добросовестный труд и большой вклад в патриотическое воспитание молодежи[2]
- медаль ДОСААФ «Первый трижды Герой Советского Союза А.И. Покрышкин»[3]
- Медаль Петра Великого (международный клуб Петра Великого, 2004)[10]
- иные награды